# Лувенский дом

Лувенский дом (после 1190 года — Брабантский дом) — владетельный род лотарингского происхождения, ветвь Регинаридов.

## История

### Графы Лувена
Родоначальником Лувенского дома был Ламберт I Бородатый (ок.950 — 12 сентября 1015), второй сын Ренье III, графа Эно. После смерти императора Оттона I Ламберт I вместе со старшим братом Ренье IV, поддерживаемые королём Франции Лотарем, решили воспользоваться беспорядками в Империи и вернуть отцовские владения, конфискованные императором в 958 году. Они напали на Лотарингию в 973 году, разбив приверженцев императора. Только в 974 году императору Оттону II удалось заставить их бежать во Францию. В 976 году они повторили попытку вернуть родовые владения, но снова неудачно. Однако вскоре император решил переманить Ренье и Ламберта на свою сторону, вернув им часть конфискованных владений отца. В результате в 988 году Ламберт получил графство Лувен, выделенное из бывшего графства Эно.
Около 994 года Ламберт женился на Герберге, дочери герцога Нижней Лотарингии Карла I. В приданое он получил графство Брюссель (регион между Сеной и Долем). Кроме того, он стал светским аббатом Нивеля и Гемблуа. Все эти приобретения составили основу могущества его потомков. После смерти герцога Нижней Лотарингии Оттона в 1012 году Ламберт безуспешно предъявлял права на герцогство, но император Генрих II передал его графу Вердена Готфриду. Ламберт попытался расширить свои владения за счет епископства Льежского, но встретил противодействие герцога Готфрида, разбившего его в 1013 году в битве при Гугарде. Вокруг Ламберта объединились его родственники — граф Намюра Роберт II и граф Эно Ренье V (сын умершего в 1012 году брата Ламберта, Ренье IV). В 1015 году Ламберт в очередной раз столкнулся с герцогом Готфридом и погиб в битве при Флорене.
Ламберту наследовал его старший сын Генрих I (ум. 1038). Он продолжил в союзе с Ренье V д’Эно борьбу с Готфридом Лотарингским и сторонниками императора Генриха II, начатую отцом. Но в 1018 году при посредничестве епископа Камбрэ Жерара был заключен мир, скрепленный браком Ренье V и племянницы герцога Матильды. С этого момента Генрих стал сторонником герцога Нижней Лотарингии и императора. В 1037 году он на стороне императора участвовал в войне за Бургундское наследство. Генрих был убит в 1038 году.
После недолгого правления сына Генриха I, Оттона (ум.1040) Лувен и Брюссель перешли к брату Генриха, Ламберту II (ум. 19 июня 1054). Он продолжил политику отца, направленную на увеличение владений, иногда в ущерб духовной и императорской власти. В 1054 году Ламберт присоединился к мятежу Балдуина V Фландрского против императора Генриха III, но погиб в сражении против императорской армии около Турне.
О правлении сына Ламберта II, Генриха II (1020—1078) известно мало. Наследовавший ему старший сын Генрих III (ум.1095) занимался в основном управлением своими владениями, искоренив разбой на своих землях. После смерти в 1085 году пфальцграфа Лотарингии Германа II он получил ландграфство Брабант (область между Дандром и Сеной). А в 1095 году Генрих погиб на рыцарском турнире в Турне, оставив только дочерей. Ему наследовал младший брат Готфрид I Бородатый (ок.1060 — 25 января 1139). В 1101 году Годфриду удалось унаследовать Антверпенскую марку.

### Герцоги Нижней Лотарингии
Готфрид I вскоре после начала правления предъявил права на графство Бругерон, на которое также претендовал епископ Льежа. Император Генрих IV выступил арбитром и решил спор в 1099 году, передав графство епископу, который передал его графу Намюра Альберту III. После смерти императора Генриха IV в 1106 году его сын, Генрих V, бывший противником своего отца, заключил в тюрьму Генриха I Лимбургского, которому Генрих IV передал в 1101 году Нижнюю Лотарингию. Новым герцогом император сделал Готфрида Лувенского, положив начало полувековой борьбе Лувенского и Лимбургского домов за обладание титулом герцога Нижней Лотарингии. Позже Генрих Лимбургский пытался захватить герцогство, но неудачно. Но он продолжал использовать герцогский титул.
В 1114 году из-за ссоры императора с папой Пасхалием II возникло восстание, к которому в 1118 году присоединился и Готфрид. В 1119 году умер не имевший сыновей граф Фландрии Балдуин VII. С притязаниями на Фландрию выступили несколько претендентов. Готфрид поддержал Вильгельма Ипрского, женатого на племяннице его жены, но графом Фландрии стал Карл Добрый. В 1122 году Готфрид добился избрания епископом Льежа своего брата Адальберона (ум.1128).
В 1125 году умер император Генрих V. Готфрид выступил в поддержку кандидатуры герцога Швабии Конрада, но императором был выбран его противник, Лотарь Супплинбургский. Новый император отобрал у Готфрида герцогский титул, передав его Вальраму III Лимбургскому. Но Готфрид сохранил все свои владения и продолжал пользоваться герцогским титулом, как и его противник. В 1127 году умер граф Фландрии Карл, новым графом стал Вильгельм Клитон, что вызвало мятеж. Готфрид опять вмешался в борьбу, но без особого успеха. В итоге он признал нового графа, Тьерри Эльзасского. После смерти императора Лотаря его преемником стал Конрад Швабский, который вновь утвердил герцогом Готфрида. Но через год Готфрид умер. Его сын и наследник, Готфрид II (ок. 1000 — 13 июня 1142) правил недолго, оставив малолетнего сына Готфрида III (ок. 1140—август 1190).
Из других детей Готфрида I известны его дочь Адель, вышедшая замуж за короля Англии Генриха I Боклерка, а также сын от второго брака Жоселин де Лувен (1125/1133 — 1180). Он сопровождал в Англию свою сводную сестру Адель, где и остался. Он получил владения в Петуорте и Сассексе, а также женился на Агнес де Перси, унаследовавшей после смерти отца его владения. Он стал родоначальником Второго рода Перси.
В 1148 году во владениях молодого графа началось восстание знати. Мир удалось восстановить только в 1154 году. В 1155 году он женился на Маргарите Лимбургской, дочери герцога Генриха II Лимбургского, положив конец спору между домами за Нижнюю Лотарингию. В 1159 году Готфрид закончил войну с сеньорами Гримбергена и Малина, продолжавшуюся 18 лет. До своей смерти он значительно увеличил владения дома. В 1182 году Готфрид передал своему сыну Генриху I Смелому (ок. 1165 — 5 сентября 1235) Брабант и отправился в Палестину, где пробыл до 1184 года. В 1183 году император возвел маркграфство Брабант в герцогство. После смерти отца Генрих унаследовал и остальные отцовские владения.

### Герцоги Брабанта

Герб герцогов Брабанта

Генрих I в самом начале единовластного правления оказался противником императора Генриха VI, столкнувшись с ним по поводу выборов епископа Льежа. Генрих Брабантский поддержал кандидатуру своего брата Альберта (ок.1166 — 24 ноября 1192), который и был выбран несмотря на противодействие императора, противопоставлявшего своего родственника Лотаря Гохштаденского. Папа римский Целестин III утвердил Альберта, но вскоре тот был убит эмиссарами, посланными императором. Позже за это убийство Лотаря отлучили от церкви, а император вынужден был совершить покаяние. В 1613 году Альберт был канонизирован.
После смерти графа Фландрии Филиппа I Эльзасского Генрих претендовал на имперскую Фландрию (его первая жена Матильда была племянницей Филиппа), но неудачно. Вскоре Генрих помирился с императором и даже по его просьбе содержал у себя в плену короля Англии Ричарда I, но в 1194 году за большую сумму согласился его отпустить.
После смерти императора Генриха VI под влиянием жены Генрих Брабантский поддержал кандидатуру Оттона IV Брауншвейгского. В 1204 году Генрих сблизился с королём Франции Филиппом II Августом и Филиппом Швабским, за что получил сохранившиеся ещё за Империей права на Нивельское аббатство, права на Маастрихт и Неймеген, а также объявил, что в случае отсутствия мужского потомства дочери также будут иметь право наследования в герцогстве Брабант. Кроме того Генрих I женил своего старшего сына Генриха на дочери Филиппа Швабского. В следующем году Генрих принес присягу на верность королю Франции Филиппу, став с этого времени и до 1212 года самым влиятельным князем в Нидерландах. Его авторитет позволял ему постоянно вмешиваться в дела и раздоры соседей.
После убийства Филиппа Швабского в 1208 году Генрих опять вернулся на сторону Оттона IV. Он принес ему присягу верности, но в 1213 году Генрих опять изменил политическую ориентацию, женившись на дочери Филиппа II Августа. Все это время он вел войну против епископов Льежских, стремясь подчинить их своему влиянию, но в итоге потерпел сокрушительное поражение в битве около Степа 14 октября 1213 года. Воспользовавшись этим поражением, граф Фландрии Ферран Португальский объединился с льежской армией и вторгся в Брабант, после чего Генрих был вынужден запросить мира у епископа Гуго Пьеррпонского, который был заключён 28 февраля 1214 года.
Это поражение заставило Генриха опять сменить союзника. Стремясь найти помощника против епископа Льежа он опять присоединился к императору Оттону IV, выдав за него свою дочь Марию 19 мая 1214 года. При этом он не порвал отношений с королём Франции. По словам Вильгельма Бретонского Генрих накануне битвы при Бувине якобы сообщал королю о передвижении союзных войск.
27 июля 1214 года состоялась битва при Бувине, в которой Генрих Брабантский участвовал на стороне императора Оттона. Битва закончилась сокрушительным поражением англо-фламандско-немецкой коалиции, возглавляемой императором Оттоном, граф Ферран попал в плен. Генрих избежал плена и тотчас же помирился с победителем, королём Франции. Он прекратил выступление против Льежского епископа, принес присягу новому императору Фридриху II, получив от того признание своих прав на Маастрихт. До своей смерти Генрих занимался внутренними делами своего герцогства.
Наследовавший Генриху I в 1235 году его старший сын Генрих II (ок.1207 — 1 февраля 1248), в 1237 году оказался втянут в войну между епископом Льежа и Лимбургским домом, а затем в борьбу за выборы нового епископа. Война закончилась только в 1243 году. Генрих укрепил связи своего дома с Францией, выдав замуж свою дочь Матильду в 1237 году за графа Роберта I д’Артуа, брата короля Людовика IX Святого. После смерти первой жены Марии, дочери Филиппа Швабского, он женился в 1240 году на Софии, дочери ландграфа Тюрингии Людовика IV. Позже сын от этого брака, Генрих I Дитя (1244—1308) в результате войны за Тюрингское наследство получил ландграфство Гессен, став родоначальником Гессенского дома.
Сын Генриха II, Генрих III Добродушный (1231 — 28 февраля 1261) оказался вовлечен в борьбу между домами Авен и Дамьпер, спорившими за Фландрию и Эно. Генрих выступал на стороне Гильома III де Дампьера, женившегося на его сестре Беатрис. При этом он старался заключить мир между противоборствующими сторонами. Он оставил трех малолетних сыновей и дочь, Марию (1256—1321), которая в 1274 году вышла замуж за короля Франции Филиппа III Смелого. Из сыновей младший, Готфрид (ум. 11 июля 1302), сеньор Аршо с 1284 года, был умелым воином и политиком, помогавший старшему брату, Иоанну, в его начинаниях. После смерти брата он отстаивал интересы его сына. В 1302 году он вместе с сыном Жаном погиб в битве при Куртре. Его владения были разделены между четырьмя дочерьми.
Два старших сына Генриха III последовательно управляли герцогством. Старший, Генрих IV (1251 — после 1272) был герцогом в 1261—1267 годах. Он правил под регентством матери, Аделаиды Бургундской, злоупотребления которой негативно сказались на состоянии герцогства. В 1267 году Генрих отрекся от титула и удалился в монастырь.
Генриха сменил Жан I Победитель (1253 — 3 мая 1294), один из самых выдающихся представителей рода. Любитель турниров, большой поклонник дам, покровитель поэтов, он был одним из самых влиятельных нидерландских князей конца XIII века. Он был союзником французских королей, чему способствовал брак с Маргаритой (1255—1271), рано умершей дочерью короля Людовика IX, а также брак Филиппа III на его сестре Марии. В 1276 году он участвовал в походе Филиппа III в Кастилию для поддержки прав Альфонса де ла Серды против короля Санчо IV. В 1285 году Жан участвовал в Крестовом походе в Арагон.
В 1283 году умерла герцогиня Лимбурга Эрмезинда. На её наследство оказалось множество претендентов. При этом муж Эрмезинды, Рено I Гельдернский, получил от императора Рудольфа I право на пожизненное владение феодов жены и решил сохранить их за собой. В результате разгорелась война за Лимбургское наследство. В неё вмешался и Жан, купивший права на Лимбург у графа Адольфа V Бергского. Его главным противником выступил архиепископ Кёльна Зигфрид Вестербургский, объединившийся в 1288 году с Рено Гельдернским и графом Фландрии Ги де Дампьером. Но Жан, сумевший заручиться поддержкой графа Голландии (чем нейтрализовал графа Фландрии), а также графов Юлиха и Берга. Он спровоцировал восстание в Кёльне против архиепископа Зигфрида, после чего предпринял поход против архиепископа, присоединив льежские, клевские и юлихские войска. Кроме того к нему присоединились кёльнские горожане и крестьяне их графства Берг. 5 июля 1288 года состоялась кровопролитная битва около замка Ворринген, закончившаяся победой Жана. Погибло 1200 человек. Архиепископ Зигфрид и Рено Гельдернский попали в плен, погиб граф Люксембурга вместе с братьями. В результате Лимбург прекратил самостоятельное существование и был присоединен к Брабанту. Жан I и его потомки теперь носили титул Герцог Брабанта и Лимбурга. Рено Гельдернский 15 октября 1289 года был вынужден отказаться от прав на Лимбург.

Герб объединённого герцогства Брабанта и Лимбурга

Завоевание Лимбурга увеличило экономическую мощь Брабанта, поскольку герцог владел теперь всем течением Мааса, по которому проходил самый удобный торговый путь из Германии в Нидерланды. Кроме того теперь Брабант окончательно стал независимым от Империи. При посредничестве короля Франции Жан помирился с Гюи де Дампьером, а также заключил мир с Люксембургским домом, выдав в 1292 году замуж за нового графа Генриха VII свою дочь Маргариту. Также Жан I сблизился с Англией, женив в 1190 году своего сына на дочери короля Эдуарда I. В 1294 году Жан I умер от ранений, полученных на турнире в Лувене, проводившемся в честь бракосочетания графа Бара Генриха III на дочери короля Эдуарда I.
Новым герцогом стал второй сын Жана I — Жан II Тихий (27 сентября 1275 — 27 октября 1312). В начале своего правления он с помощью дяди, Готфрида д’Аршо подавил мятеж знати. Позже был в союзе с королём Англии Эдуардом I и Ги де Дампьером против короля Франции Филиппа IV Красивого. При этом он старался не вмешиваться в борьбу между Филиппом Красивым и Фландрией. В 1303 году Жан неудачно пытался захватить устье Шельды у графа Голландии. Будучи сам женат на английской принцессе, он в 1311 году женил сына на французской — Марии д’Эврё, племяннице Филиппа Красивого.
Жан III (1300 — 5 декабря 1355) наследовал отцу в 1312 году, будучи несовершеннолетним. Самостоятельно он стал править в 1320 году. Он был вынужден несколько десятилетий бороться с соседями. Против него выступал король Чехии Иоанн Слепой, потребовавший часть лимбургского наследства. В 1332 году против Жана III образовалась коалиция князей, поддерживаемая королём Франции Филиппом VI. Но Жан предложил королю Филиппу женить своего наследника на дочери короля, после чего Филипп провозгласил перемирие. А в 1334 году был заключен мир. Во время Столетней войны он выступал на стороне Англии, но после 1340 года в военных действиях против Франции не участвовал.
Жан III был последним представителем дома. Его законные сыновья умерли раньше отца. Отцовские владения унаследовала старшая дочь, Якобина (1322—1406). Она была замужем 3 раза, но детей не имела. Вторая дочь, Маргарита (1323—1368), вышла замуж за Людовика II Мальского, графа Фландрии, третья, Мария (1325—1399), за Рено III Гельдернского.
Кроме этого, Жан III имел многочисленное внебрачное потомство. Род, который пошёл от его незаконного сына Иоганна Бранта (ум. 1371), угас в начале XVIII века. Существовало также ещё несколько побочных линий, которые пошли от незаконных сыновей Жана I и Жана II. Они тоже угасли к XVIII веку. В настоящее время существует только Гессенский дом.